# Anochetus maynei
Anochetus maynei är en myrart som beskrevs av Auguste-Henri Forel 1913. Anochetus maynei ingår i släktet Anochetus och familjen myror. Inga underarter finns listade i Catalogue of Life.